# ポリプロピレングリコール
ポリプロピレングリコール(polypropyleneglycol)またはポリプロピレンオキシド(polypropyleneoxide)とはプロピレングリコールの重合体で、化学物質としてはポリエーテルの一種である。ポリプロピレングリコール（略称:PPG）は中分子量範囲の重合体に用い、ポリプロピレンオキシド（略称：PPO）は高分子重合体に用いる用語である。末端はヒドロキシ基のままであるが、PPGはまだ物性に反映しているが、ポリプロピレンオキシドでは物性に現れない。原料であるプロピレンオキシドは2003年には年間6.6×106t生産され、そのうち60%が重合体生産原料にされている。
2023年度日本国内生産量は 221,901トン、消費量は 24,167トン 、販売数量は188,083トンである。

## 重合反応
ポリプロピレングリコールはプロピレンオキシドをアニオン開環重合反応して得られる。重合開始剤はアルコールと触媒量の塩基である。通常、塩基には水酸化カリウムが、アルコールにはエチレングリコール（水の場合もある）が用いられる。この組み合わせでは重合体は直線状になるが、多官能基のグリセリンを重合開始剤に用いると、（グリセリンのヒドロキシル基を起点に複数の重合が進行するので）分枝状の重合体になる。
通常のプロピレンオキシドの重合反応ではアタクティク重合体が得られる。イソタクティクポリプロピレンオキシドは光学活性を示すが、製造コストは高い。近年、サレンコバルト触媒（salen-cobalt catalyst）を使うとラセミ体のイソタクティク重合体が得られるという研究報告がなされている。

## 性質
ポリプロピレングリコールの性質のほとんどはポリエチレングリコールの性質と共通である。(中分子量の)重合体は室温では液体であり、水溶性は分子量が増えると急速に減少する。ポリプロピレングリコールのSec-ヒドロキシル基はn-ヒドロキシルに比べて反応性に劣る。

## 利用
- ポリプロピレングリコールの主な用途はポリウレタン製造のレオロジー添加剤である。
- 質量分析計では、ポリプロピレングリコールが測定値を更正する標準物質としても利用される。

## 註・出典
1. 1 2  A Highly Active, Isospecific Cobalt Catalyst for Propylene Oxide Polymerization Kathryn L. Peretti, Hiroharu Ajiro, Claire T. Cohen, Emil B. Lobkovsky, and Geoffrey W. Coates J. Am. Chem. Soc., 127 (33), 11566 -11567, 2005. Abstract
2. ↑  経済産業省生産動態統計